# Dobrzyniewo Kościelne
Dobrzyniewo Kościelne – wieś w Polsce położona w województwie podlaskim, w powiecie białostockim, w gminie Dobrzyniewo Duże.
| SIMC    | Nazwa  | Rodzaj    |
| ------- | ------ | --------- |
| 0027128 | Krzywa | część wsi |

Wieś duchowna, własność probostwa dobrzyniewskiego, położona była w 1575 roku w powiecie tykocińskim w ziemi bielskiej województwa podlaskiego.
W latach 1954–1972 wieś należała i była siedzibą władz gromady Dobrzyniewo Kościelne. W latach 1975–1998 miejscowość administracyjnie należała do województwa białostockiego.
Miejscowość jest siedzibą parafii pw. Zwiastowania NMP. W strukturze kościoła rzymskokatolickiego parafia należy do metropolii białostockiej, archidiecezji białostockiej, dekanatu Białystok – Bacieczki.
Przez miejscowość przejeżdżają autobusy linii 406.
Do 1 stycznia 2002 miejscowość była siedzibą gminy Dobrzyniewo Kościelne (przemianowanej na gminę Dobrzyniewo Duże z siedzibą w Dobrzyniewie Dużym).

## Zabytki
Wykaz zabytków nieruchomych wpisanych do rejestru zabytków Narodowego Instytutu Dziedzictwa:
- kościół parafialny pw. Zwiastowania NMP, 1905-1910, nr rej.:460 z 16.08.1979
- cmentarz kościelny, nr rej.: j.w.
- d. kostnica przy ogrodzeniu, nr rej.: j.w.
- nieczynny cmentarz rzymskokatolicki, XVIII/XIX, nr rej.:A-87 z 11.12.1992[10]

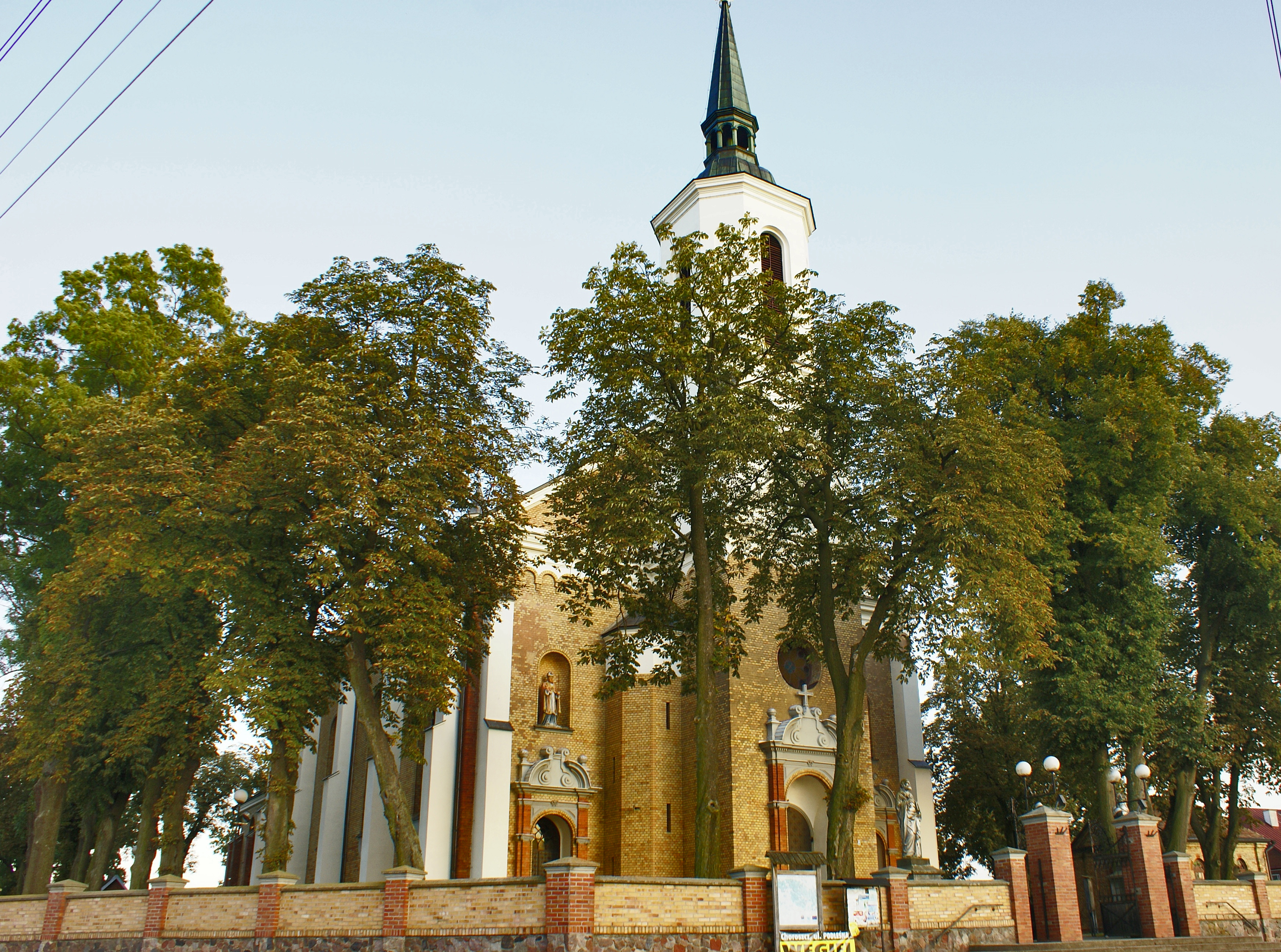
Kościół Zwiastowania NMP widok od strony wsi
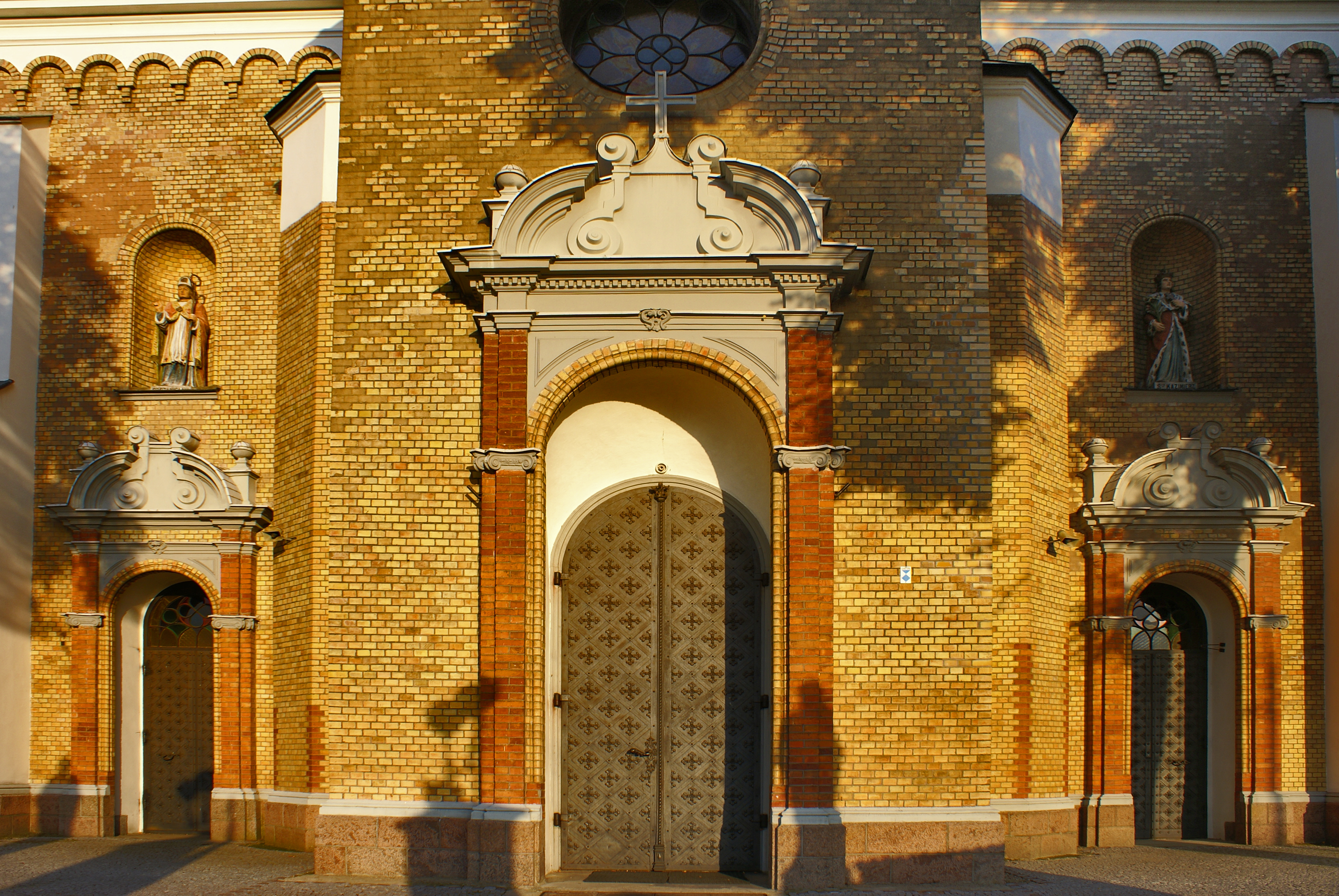
Wejście do kościoła
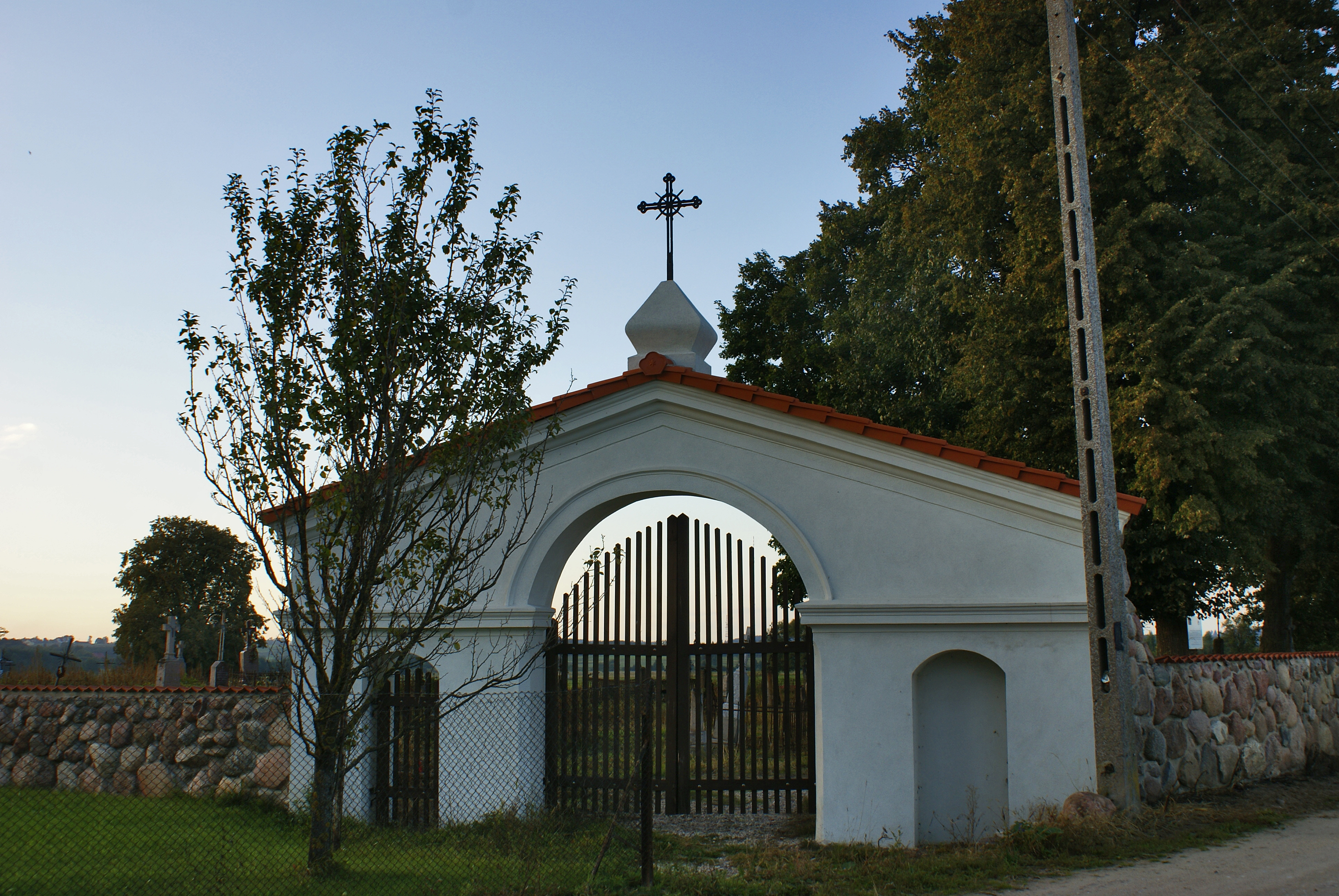
Brama cmentarza rzymskokatolickiego
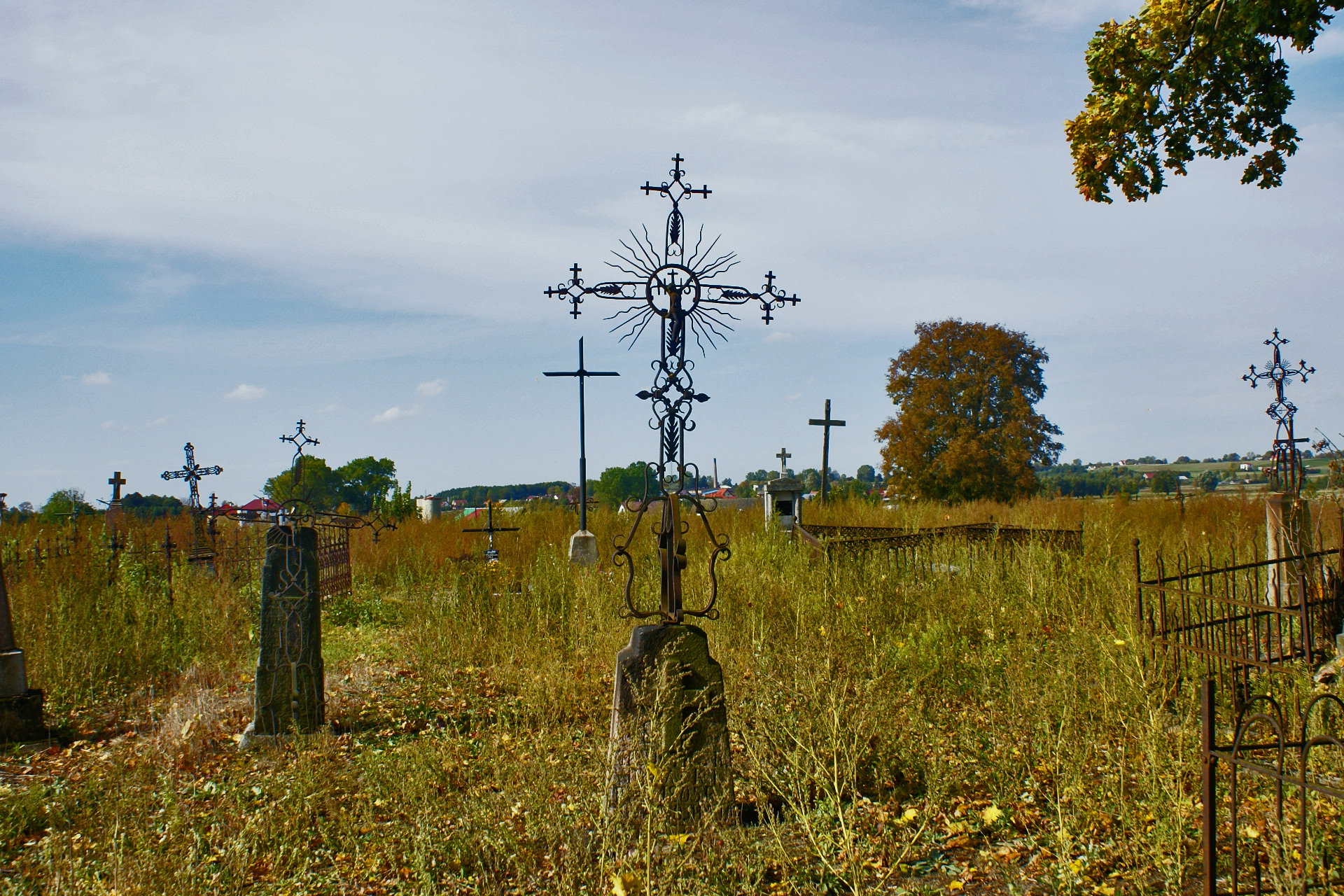
Krzyże nagrobne